# Saint-Escobille
Saint-Escobille és un municipi francès, situat al departament de l'Essonne i a la regió de Illa de França. L'any 2007 tenia 465 habitants.
Forma part del cantó d'Étampes, del districte d'Étampes i de la Comunitat d'aglomeració de l'Étampois Sud-Essonne.

## Demografia

### Població
El 2007 la població de fet de Saint-Escobille era de 465 persones. Hi havia 159 famílies, de les quals 20 eren unipersonals (12 homes vivint sols i 8 dones vivint soles), 36 parelles sense fills, 83 parelles amb fills i 20 famílies monoparentals amb fills.
La població ha evolucionat segons el següent gràfic:
Habitants censats

### Habitatges
El 2007 hi havia 175 habitatges, 157 eren l'habitatge principal de la família, 10 eren segones residències i 8 estaven desocupats. 172 eren cases i 3 eren apartaments. Dels 157 habitatges principals, 140 estaven ocupats pels seus propietaris, 13 estaven llogats i ocupats pels llogaters i 4 estaven cedits a títol gratuït; 6 tenien dues cambres, 11 en tenien tres, 31 en tenien quatre i 109 en tenien cinc o més. 131 habitatges disposaven pel capbaix d'una plaça de pàrquing. A 60 habitatges hi havia un automòbil i a 92 n'hi havia dos o més.

### Piràmide de població
La piràmide de població per edats i sexe el 2009 era:
| Homes | Edats   | Dones |
| ----- | ------- | ----- |
| 0     | 95 o +  | 0     |
| 0     | 90 a 94 | 0     |
| 8     | 85 a 89 | 0     |
| 0     | 80 a 84 | 8     |
| 4     | 75 a 79 | 0     |
| 4     | 70 a 74 | 4     |
| 12    | 65 a 69 | 4     |
| 4     | 60 a 64 | 8     |
| 20    | 55 a 59 | 8     |
| 12    | 50 a 54 | 36    |
| 12    | 45 a 49 | 16    |
| 20    | 40 a 44 | 16    |
| 40    | 35 a 39 | 28    |
| 4     | 30 a 34 | 8     |
| 12    | 25 a 29 | 20    |
| 20    | 20 a 24 | 4     |
| 20    | 15 a 19 | 12    |
| 20    | 10 a 14 | 4     |
| 24    | 5 a 9   | 8     |
| 28    | 0 a 4   | 20    |

## Economia
El 2007 la població en edat de treballar era de 312 persones, 243 eren actives i 69 eren inactives. De les 243 persones actives 224 estaven ocupades (131 homes i 93 dones) i 19 estaven aturades (6 homes i 13 dones). De les 69 persones inactives 16 estaven jubilades, 26 estaven estudiant i 27 estaven classificades com a «altres inactius».

### Ingressos
El 2009 a Saint-Escobille hi havia 157 unitats fiscals que integraven 467,5 persones, la mediana anual d'ingressos fiscals per persona era de 22.537 €.

### Activitats econòmiques
Dels 14 establiments que hi havia el 2007, 2 eren d'empreses extractives, 1 d'una empresa de fabricació de material elèctric, 1 d'una empresa de fabricació d'altres productes industrials, 2 d'empreses de construcció, 2 d'empreses de comerç i reparació d'automòbils, 2 d'empreses de transport, 1 d'una empresa d'informació i comunicació, 1 d'una empresa immobiliària, 1 d'una empresa de serveis i 1 d'una entitat de l'administració pública.
Dels 2 establiments de servei als particulars que hi havia el 2009, 1 era una lampisteria i 1 electricista.
L'any 2000 a Saint-Escobille hi havia 6 explotacions agrícoles.

## Equipaments sanitaris i escolars
El 2009 hi havia una escola elemental integrada dins d'un grup escolar amb les comunes properes formant una escola dispersa.

## Poblacions més properes
El següent diagrama mostra les poblacions més properes.